# Phobaeticus chani
Phobaeticus chani — вид насекомых из семейства палочниковых (Phasmatidae). Считается самым крупным насекомым в мире.
Наиболее крупный экземпляр был обнаружен в 1989 году в лесах острова Калимантан местными жителями и был изучен натуралистом Чэнь Чжаолунем. В 2008 году передан работникам Лондонского музея естествознания и описан Филипом Браггом (англ. Philip E. Bragg) как новый вид.

## Длина
Длина тела составляет 35,7 см. С вытянутыми конечностями длина этого экземпляра мегапалочника составляет 56,7 см.. Предыдущим рекордсменом по длине тела был палочник Phobaeticus kirbyi, который короче на 2,9 см.

## Биология
Найдено всего 3 экземпляра данного вида, все в джунглях малайзийского штата Сабах, образ жизни вида абсолютно не изучен.

## Этимология
Классифицирован палочник Чаня был лишь в 2008 году, назван в честь Датук Чэнь Чжаолуня (Чхань Чхиулёня), который первым стал изучать вид.

## Распространение
Малайзия (Калимантан, штат Сабах, Penampang district, Ulu Moyog)